# Paronymus
Paronymus is een geslacht van vlinders van de familie van de dikkopjes (Hesperiidae).

## Soorten
- P. banda (Evans, 1937)
- P. budonga (Evans, 1938)
- P. congdoni (Larsen, 2013)
- P. cybeutes (Holland, 1894)
- P. elba (Evans, 1937)
- P. gardineri (Collins & Larsen, 2008)
- P. indeterminabilis (Strand, 1912)
- P. indusiata (Mabille, 1891)
- P. ligora (Hewitson, 1876)
- P. mabillei (Holland, 1893)
- P. nevea (Druce, 1910)
- P. punctata Holland, 1896
- P. semilutea (Mabille, 1891)
- P. volta (Holland, 1894)
- P. xanthias (Mabille, 1891)